# 锈毛冬青
锈毛冬青（学名：Ilex ferruginea）为冬青科冬青属的植物，是中国的特有植物。分布在中国大陆的云南、广西、贵州等地，生长于海拔1,000米至1,900米的地区，多生长在山坡密林中，目前已由人工引种栽培。